# ペドロ・デュケ
ペドロ・デュケ（Pedro Duque Duque、1963年3月14日 - ）は、スペイン・マドリード出身の宇宙飛行士である。2度の宇宙飛行を行った。

## 経歴
デュケは1986年にマドリード工科大学で航空工学の学位を取得した。GMVと欧州宇宙機関で6年間働き、1992年に宇宙飛行士の候補に選ばれた。デュケはロシアとアメリカ合衆国で訓練を行った。最初の宇宙飛行ではスペースシャトルのSTS-95でミッションスペシャリストを務めた。2003年10月、デュケは国際宇宙ステーションを訪れ、乗組員の交代の間、数日間滞在した。この訪問の科学ミッションは、ESAによって「セルバンテス」と言われている。
彼は現在はDeimos Imagingで働いている。